# Mirabilis nyctaginea
Mirabilis nyctaginea — вид квіткових рослин з родини ніктагінових (Nyctaginaceae). Ареал: Канада, США, Мексика; інтродукція: Чехія, Словаччина, Німеччина, Угорщина, Польща, Румунія, Україна.

## Середовище
Населяє бур'янисті ділянки на сухих, часто порушених ділянках; 100–2200 метрів.

## Біоморфологічний опис
Стебла звичайно прямовисні або висхідні, зрідка полягаючі, облистнені здебільшого в проксимальних 2/3 рослини, дистально відкрито роздвоєні, 4–15 дм, при основі звичайно голі або запушені в 2 рядки, рідко розпростерто-запушені; дистально стебла зазвичай запушені в 2 лінії, зрідка голі, рідко розпростерті залозисто-запушені. Листки піднімаються під кутом 45–80°, різко зменшуються до суцвіття; черешок 0,2–2 см; пластинка зелена, від яйцеподібно-ланцетної до яйцеподібної або трикутної, 3–10 × 2–6.5 см, зазвичай ± тонка, основа тупа, кругла, усічена або серцеподібна, верхівка від гострої до загостреної, рідше заокруглена, поверхні зазвичай голі, іноді статевозрілі або рідко гострі. Суцвіття кінцеві та у верхніх пазухах. Квітки (2)3(5) на обгортці; оцвітина зазвичай від рожевого до червонувато-пурпурного, рідко білого кольору, 1 см. Плоди від темно-сіро-коричневих до червонувато-коричневих(ребра і горбки зазвичай трохи блідіші), вузько-оберненояйцеподібні та звужені до обох кінців, 3.4–5 мм, кудлато-запушені. 2n = 58. Цвіте пізньою весною-початком осені.